# Самсечно
Самсечно (пол. Samsieczno) — село в Польщі, у гміні Сіценко Бидґозького повіту Куявсько-Поморського воєводства.
Населення — 484 особи (2011).
У 1975-1998 роках село належало до Бидгощського воєводства.

## Демографія
Демографічна структура станом на 31 березня 2011 року:
|          | Загалом | Допрацездатний вік | Працездатний вік | Постпрацездатний вік |
| -------- | ------- | ------------------ | ---------------- | -------------------- |
| Чоловіки | 249     | 50                 | 172              | 27                   |
| Жінки    | 235     | 50                 | 148              | 37                   |
| Разом    | 484     | 100                | 320              | 64                   |